# ラブラパリ
ラブラパリ（LaBra Paris）通称ラブラは、日本のネイチャーウェイ社が開発した、医療用特殊シリコーンで作られたブラジャー。
シリコーン素材の粘着性と弾力性を利用して、胸の素肌に直接貼りつけて使用する。
広義で言うところのヌーブラの一種であるが、
より女性らしいラインを保つ為に数々の工夫がされている。
カップ型のシリコーンを2つの胸にそれぞれ装着したのち、
胸のまん中に寄せてホックでとめて固定する。これにより胸の谷間を強調する。